# Luzula nivalis
Luzula nivalis là một loài thực vật có hoa trong họ Juncaceae. Loài này được (Laest.) Spreng. mô tả khoa học đầu tiên năm 1825.